# Parcul Ueno
Parcul Ueno (上野公園 Ueno Kōen?) este un parc public spațios localizat în secțiunea Ueno din Tokyo, Japonia. Ocupă spațiul fostului templu Kan'ei-ji, templu asociat adesea cu perioada  shogunatului Tokugawa, care a construit templul pentru a păzi castelul Edo la nord-est, direcție considerată cu ghinion. Templul a fost distrus în perioada Războiului Boshin.
Parcul Ueno a fost contruit printr-un grant de pământ imperial către orașul Tokyo de la împăratul Taishō în 1924. Numele oficial al parcului este Ueno Onshi Kōen (上野恩賜公園?), care poate fi tradus ca "Parcul cadoului imperial Ueno".

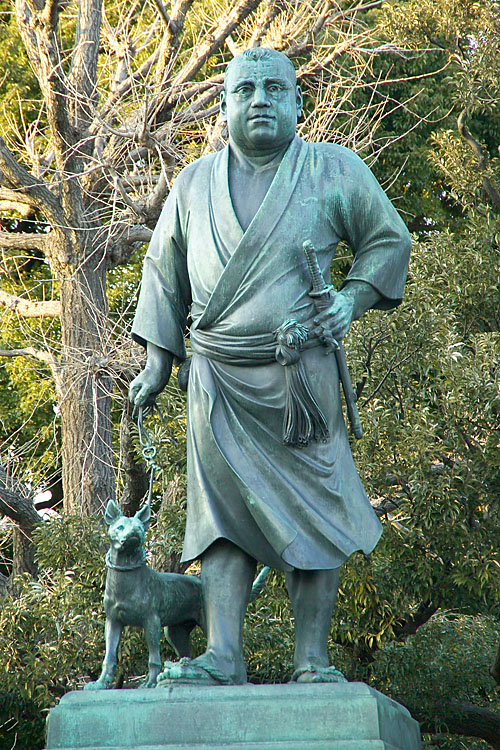
Statuia lui Saigo Takamori

O faimoasă statuie a lui Saigō Takamori plimbându-și cățelul se găsește în parc.
Zona atrage atât turiștii străini cât și japonezii cu ajutorul celor trei muzee existente: Muzeul Național din Tokyo, Muzeul Național de Științe al Japoniei și Muzeul Național de Artă Vestică, a sălii de concert, a templului Tosho-gue, a lacului Shinobazu, cu templul Benzaiten, grădina Zoologică Ueno și cu templul Gojo (care găzduiește statui cu vulpile mitologice Inari). 

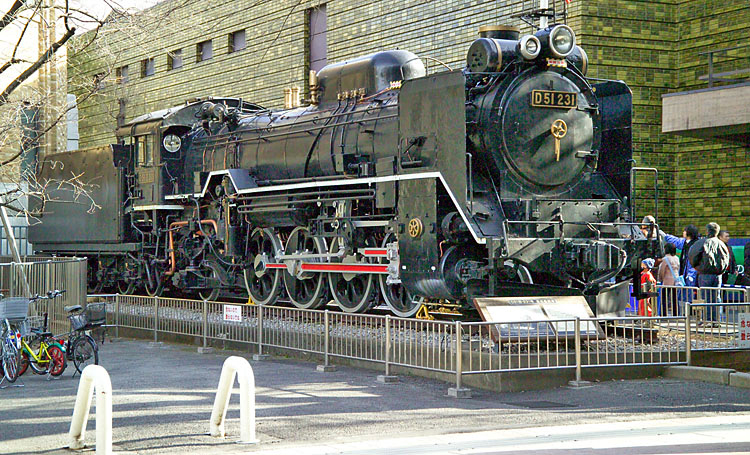
Locomotivă cu aburi in faţa Muzeul Naţional de Ştiinţe al Japoniei.

Parcul Ueno și împrejurimile sale apar adesea în operele de ficțiune japoneze, precum Gan (Gâsca sălbatică) de Mori Ōgai.

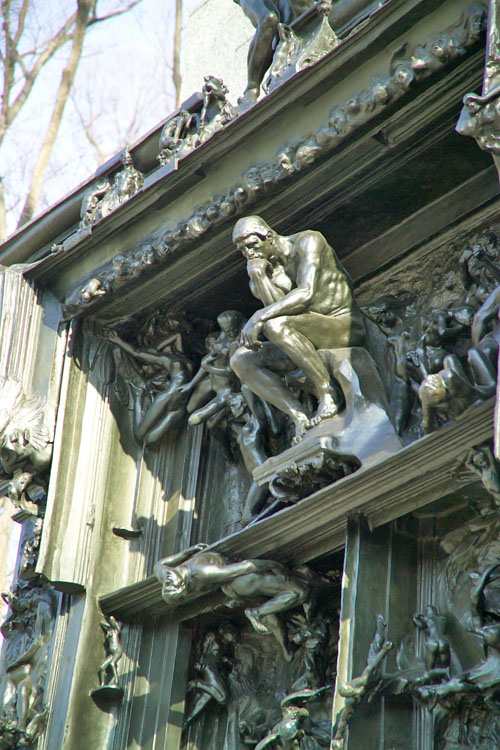
Porţile iadului la Muzeul Naţional de Artă Occidentală